# リカルド・レゴレッタ

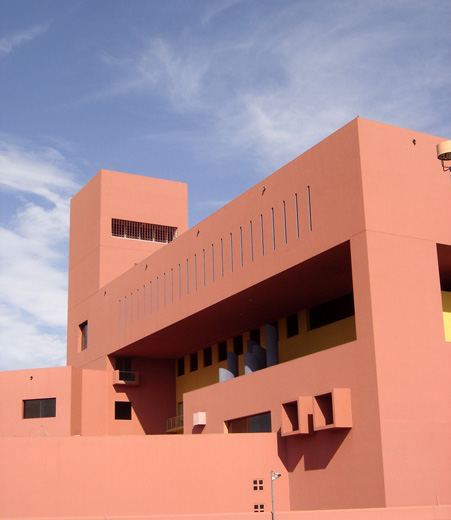
サンアントニオ公共図書館

リカルド・レゴレッタ・ビルチス（Ricardo Legorreta Vilchis、1931年5月7日 - 2011年12月30日）は、メキシコの建築家。

## 人物
メキシコシティ出身。メキシコ国立自治大学卒業。
1999年にUIAゴールドメダル受賞、2000年にAIAゴールドメダル受賞、2011年に高松宮殿下記念世界文化賞建築部門受賞。
2011年12月30日、死去。80歳没。

## 主な代表作
- メキシコ日産クエルナバカ工場（1966年）
- ホテル　カミノレアル　メキシコ市（1968年）
- ザ・マーケット・プレイス（オレンジ郡、1988年）
- サンノゼ子供発見博物館（1990年）
- サンアントニオ公共図書館（1995年）[3]
- ハノーファー国際博覧会メキシコ館（2000年）
- ラティノ文化センター（2003年、テキサス州ダラス）
- テキサスA&M大学カタール校（2007年）
- カーネギーメロン大学カタール校（2008年）
- ダヴィドカ広場（エルサレム、2010年）